# Jesper Strömblad
Jesper Strömblad (23. studenog 1972.) je bivši gitarist i osnivač švedskog melodic death metal sastava In Flames. 

## Životopis
Jesper se počeo baviti glazbom s 4 godne starosti s violinom koju je svirao do 12. godine. S 12 godina Jesper više nije violinu smatrao zanimljivim instrumentom, te je počeo svirati gitaru.
Jesper je poznat po osnivanju i sviranju u mnogim sastavima, ali In Flames je do 2010. bio njegov glavni sastav, te je bio zadnji preostali član iz originalne postave, te glavni tekstopisac.
Jesper je trenutačno basist metal skupine Dimension Zero koju je osnovao s bivšim gitaristem In Flamesa, Glenn Ljungströmom. Jesper je i član sastav koji je osnovao po imenu All Ends, za koji on i Björn Gelotte pišu pjesme. Ni jedan od njih ne svira u All Ends zbog svoje uloge u In Flames, ali pomažu pišući pjesme za sastav.

### Bivši sastavi
- Ceremonial Oath – bas (1990. – 1993.)
- HammerFall – bubnjevi (1993. – 1996.), (osnivač)
- Sinergy – gitara (1997. – 1999.), (osnivač)

### Gostovanja
Na Annihilatorovom albumu, Metal (2007.), Jesper svira solo na pjesmi "Haunted".

## Diskografija
Dimension Zero
- Silent Night Fever (2002.)
- This Is Hell (2003.)
- He Who Shall Not Bleed (2007.)

In Flames
- Lunar Strain (1994.)
- The Jester Race (1996.)
- Whoracle (1997.)
- Colony (1999.)
- Clayman (2000.)
- Reroute to Remain (2002.)
- Soundtrack to Your Escape (2004.)
- Come Clarity (2006.)
- A Sense of Purpose (2008.)

Ceremonial Oath
- The Book of Truth (1993.)

## Vanjske poveznice
- In Flames
- Dimension Zero
- All Ends